# Ucel
Ucel är en kommun i departementet Ardèche i regionen Auvergne-Rhône-Alpes i sydöstra Frankrike. Kommunen ligger  i kantonen Vals-les-Bains som ligger i arrondissementet Largentière. År 2022 hade Ucel 2 031 invånare.

## Befolkningsutveckling
Antalet invånare i kommunen Ucel
Referens: INSEE